# Embryotrophe
Als Embryotrophe (von altgriechisch τρόφος trophos, deutsch ‚der Nährende‘) bezeichnet man die vom mütterlichen Organismus dem Embryo zugeführten Nährstoffe. Diese können von den Drüsen der Gebärmutterschleimhaut („Uterinmilch“) und aus Zerfallsprodukten des Epithels und aus dem Blut austretende Substanzen gebildet werden. Diese Form der Embryotrophe nennt man Histiotrophe. Bei Plazenten mit Blutkontakt zwischen Embryo und Mutter wie beim Menschen, können die Nährstoffe direkt über das Blut zugeführt werden. Diese Form der Embryotrophe nennt man Hämotrophe.